# Allainville, Eure-et-Loir

Allainville este o comună în departamentul Eure-et-Loir, Franța. În 1 ianuarie 2022 avea o populație de 153 de locuitori.